# 불가리아 정교회
불가리아 정교회(불가리아어: Българска православна църква)는 동방 정교회에 소속된 불가리아인들의 민족교회이다.

## 약사
864년 황제 보리스 1세가 불가리아에 기독교를 받아들였는데, 이때 동로마 제국의 콘스탄티노폴리스 총대주교는 불가리아에 주교를 파견했다. 마케도니아의 오흐리트 시는 선교 중심지가 되었다. 오흐리트의 성 클리멘토스(선교사인 성 키릴로스와 성 메토디오스의 제자)는 많은 슬라브인에게 성직자 교육을 시켜 불가리아 민족교회의 기초를 마련했다. 보리스의 아들 시메온 1세은 불가리아의 주교를 총대주교로 선포했으나 시메온 1세가 죽은(927년) 후에야, 동로마 제국의 콘스탄티노플 총대주교는 당시 불가리아의 수도였던 프레슬라프에 있는 불가리아 총대교구를 인정했다. 동로마 황제 바실리오스 2세 불가로크토노스('불가리아인의 학살자'라는 별명)의 침략으로 불가리아 교회는 콘스탄티노폴리스 총대교구 산하의 대교구로 격하되었는데, 대주교좌는 오흐리트에 있었다.
현재, 불가리아 국내에서 약 655만 명, 다른 유럽 국가들이나 북미에 100만에서 200만 명의 신도를 가지고 있다. 불가리아 국내에 13개 교구, 국외에 2개 교구를 가지고 있다. 교구 사제는 1500명 정도이며 또 120곳 정도의 수도원이 있어, 수사는 200명 정도이며, 수녀의 수도 거의 동일한 것으로 추정된다.

## 같이 보기
- 동방 정교회